# Indianapolis 500

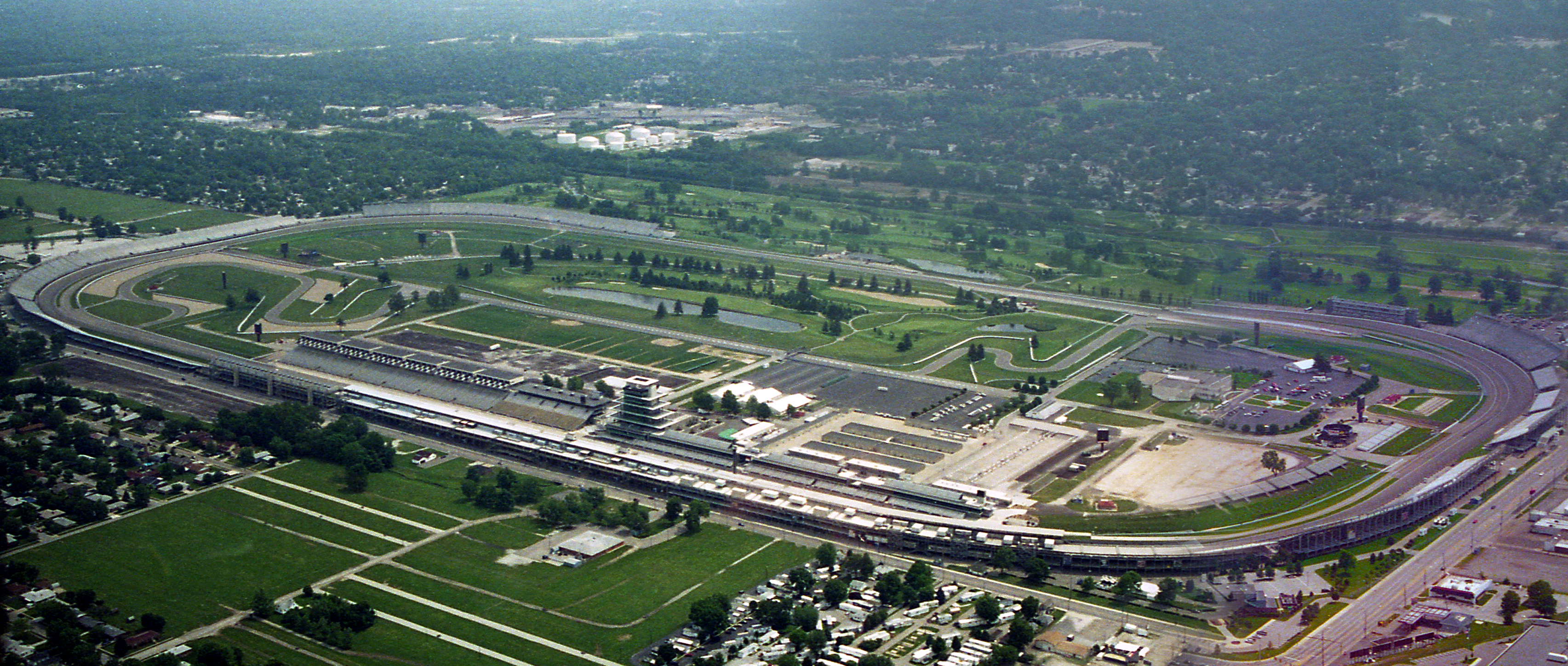
De Indianapolis Motor Speedway

De Indianapolis 500, vaak kortweg Indy 500 genoemd, is de belangrijkste autorace van het jaar in de VS. De race wordt verreden op de Indianapolis Motor Speedway in Speedway, Indiana. De 500 in de naam van de race duidt op het aantal mijl dat wordt afgelegd. 500 mijl is circa 805 km, wat overeen komt met 200 rondes. De race behoort samen met de 24 uur van Le Mans en de Grand Prix van Monaco tot de bekendste races van de autosport.
De "Indy 500" wordt elk jaar gereden op de zondag voor Memorial Day.
De winnaar van de race wordt vereeuwigd op de Borg-Warnertrofee.

## Geschiedenis
De Indianapolis Motor Speedway was een initiatief van Carl. G. Fisher, James A. Allison, A.C. Newby en Frank H. Wheeler en werd geopend in 1909. De ovale baan is 2½ mijl lang (4 kilometer) en draagt de bijnaam The Brickyard (de klinkerweg); de pitstraat wordt ook wel Gasoline Alley (benzinelaantje) genoemd. Het wegdek bestond aanvankelijk uit een mengsel van teer en steenslag, maar werd al snel vervangen door klinkers. Tot op de dag van vandaag liggen er bij de start als herinnering hieraan nog enkele rijen klinkers dwars over de baan. Onder de asfaltlaag liggen nog steeds de originele klinkers.

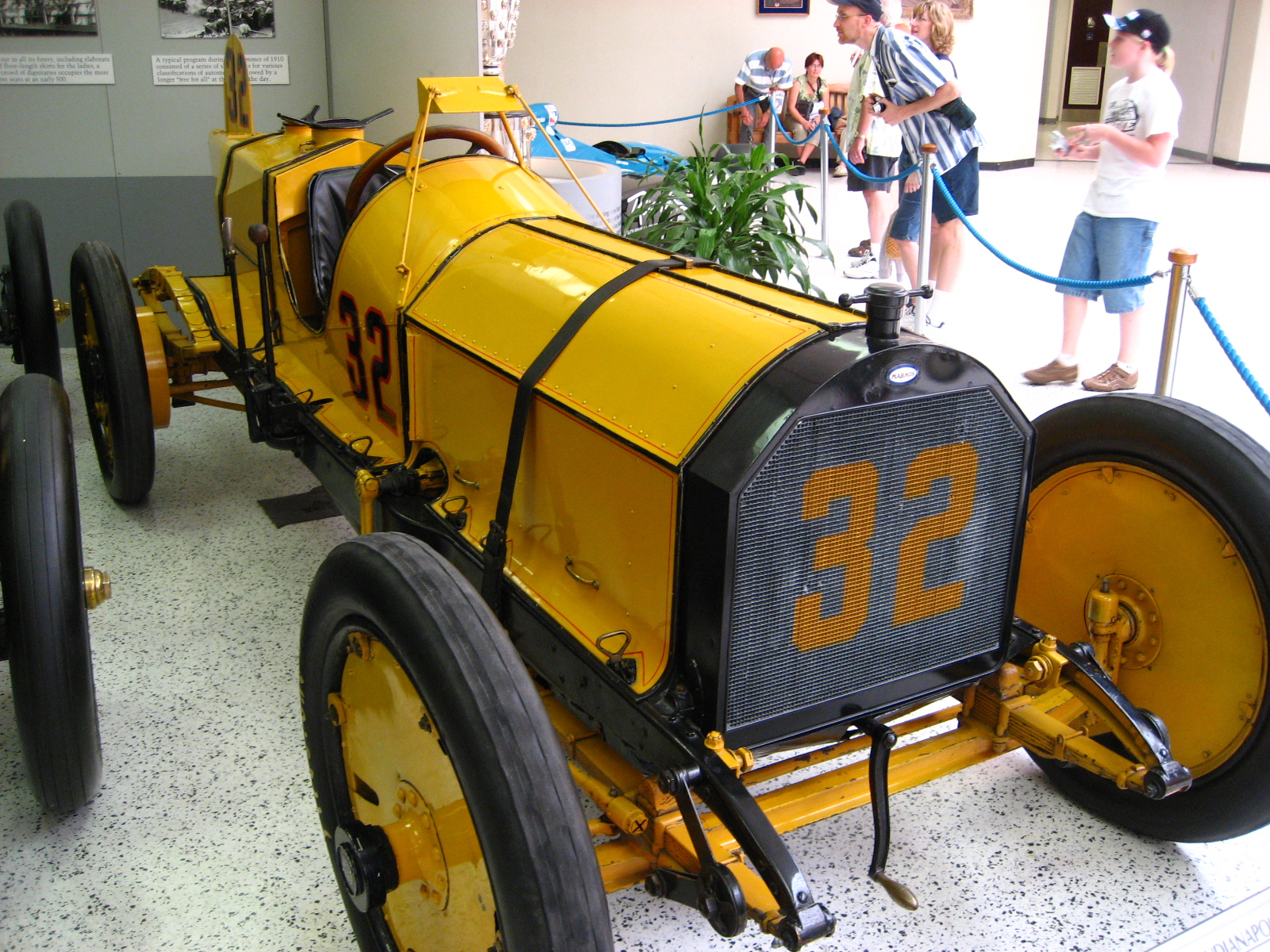
De Marmon Wasp waarmee Ray Harroun in 1911 de eerste "Indy 500" won

Er werden vanaf 1909 al enkele nationale wedstrijden met auto's georganiseerd, maar in 1911 volgde de eerste 500 mijlsrace. Deze werd gewonnen door Ray Harroun in een Marmon Wasp, een 7820 cc zescilinder. De eerste technische vooruitgang kwam echter al in 1913, toen de Fransman Jules Goux met een zeer lichte Peugeot (een grand-prixmodel uit 1912) de wedstrijd won. Hiermee werd meteen duidelijk dat licht bouwen de voorkeur had boven grote motoren in zware auto's, zoals de Amerikanen gebruikten.
Ook andere Europese fabrieken, zoals Sunbeam, Mercedes, Bugatti, Delage en Alfa Romeo waren redelijk succesvol tot circa 1920. Daarna werd het verschil in constructie te groot. De Europese auto's waren gebouwd voor slingerende circuits met veel snelheidsverschillen (remmen en weer accelereren) terwijl de Amerikaanse gemaakt waren voor de symmetrische ovale circuits die alleen vol gas linksaf gingen. Sinds 1920 is de wedstrijd in feite een Amerikaanse aangelegenheid, enkele uitzonderingen daargelaten.
De race is, net als de meer op Europa gerichte Formule 1, een podium geweest voor grote technische ontwikkelingen, zoals voorwielaandrijving en vierwielaandrijving, ontwikkeling van meercilindermotoren (8 cilinders en meer), turbocompressoren, betere bougies, enzovoort. Een grote omslag vond plaats in 1961, door toedoen van een Europese constructeur. Er werden tot dan vrijwel uitsluitend "roadsters" gebruikt, auto's met de motor vóór de bestuurder, de Brit John Cooper schreef twee formule 1-wagens met de motor achter de bestuurder in. Het leidde nog niet meteen tot een overwinning, temeer daar deze auto's met slechts 240 pk vermogen rijkelijk tekort kwamen, maar het inspireerde de Amerikaan Mickey Thompson om ook dergelijke auto's te gaan maken. Binnen enkele jaren waren de roadsters vrijwel verleden tijd. Toch konden de conservatieve Amerikanen het niet laten: nog in 1970 kwam Jim Hurtubise aan de start met een roadster, de Maxson Offenhauser Turbo, uiteraard zonder succes.

## Indianapolis en Formule 1
De uitslag van de "Indy 500" kwam van 1950 tot 1960 ook in aanmerking voor het wereldkampioenschap Formule 1. Van 2000 tot 2007 werd op het circuit een echte Grand Prix Formule 1 gereden, doch enkel de rechte lijn bij start en finish en "turn 1" van de oval maakten deel uit van het circuit dat verder bestaat uit een combinatie van bochten en een rechte lijn in het "infield" (binnenveld). De Formule 1-race werd trouwens, in tegenstelling tot de Indy 500, kloksgewijs gereden.

## Arie Luyendyk
De Nederlander Arie Luyendyk heeft de Indianapolis 500 twee keer gewonnen, in 1990 en 1997. Na zijn tweede overwinning is het reglement veranderd, waardoor de auto's minder snel zijn gaan rijden. In 1990 won hij de race in de hoogste gemiddelde snelheid tot dan toe, een record dat pas in 2013 is verbeterd. Hij is daarmee een van de succesvolste Indycar-coureurs aller tijden en beste Nederlander in deze klasse.